# Витегорський ВТТ
Витегорський ВТТ (рос. ВЫТЕГОРСКИЙ ИТЛ, Вытегорстрой, Вытегорлаг) — підрозділ системи виправно-трудових установ СРСР.
Організований 24.02.48;

закритий 31.10.52 (об'єднаний з Шекснінським ВТТ МВС в єдиний Волго-Балтійський ВТТ).

## Підпорядкування і дислокація
- Головгідробуд з 24.02.48;
- Головгідроволгодонбуд з 05.11.49;
- Витеміськгідробуд МВС з 20.02.51;
- Головгідроволгобалтбуд з 03.07.52.

Дислокація: Вологодська область, м. Витегра

## Виконувані роботи
- будівництво Волго-Балтійського водного шляху на ділянці оз. Онезьке — оз. Біле (20.02.51),
- будівництво ЛЕП Свір-3 — Білоусово (понад 200 км),
- будівельно-монтажні роботи в Витегрі і Лодейному Полі,
- обслуговування робіт Балтійського технічного флоту, ГУШОСДОР і Бурводстроя,
- робота в кам'яному кар'єрі, швейної майстерні, вантажно-розвантажувальні роботи,
- лісозаготівлі, робота в пошуковій експедиції,
- с/г роботи.

## Чисельність з/к
- 05.48 — 833,
- 01.01.49 — 3473,
- 01.01.50 — 4798,
- 01.01.51 — 4195,
- 01.01.52 — 13 594